# سیریلوس کریک
سیریلوس کریک (استونیایی: Cyrillus Kreek; ۳ دسامبر ۱۸۸۹ – ۲۶ مارس ۱۹۶۲) آهنگساز اهل استونی بود.